# يو إف سي 200
يو إف سي 200: تيت ضد نونيز (بالإنجليزية: UFC 200: Tate vs. Nunes)‏ هو حدث لفنون القتال المختلطة نظمته يو إف سي، أُقيم في 9 يوليو 2016، على تي موبايل أرينا في لاس فيغاس ستريب، لاس فيغاس، نيفادا، الولايات المتحدة.